# Arrondissement Montreuil
Montreuil is een arrondissement van het Franse departement Pas-de-Calais in de regio Hauts-de-France. De onderprefectuur is Montreuil.

## Kantons
Het arrondissement is sinds maart 2015 samengesteld uit de volgende kantons:
- Auxi-le-Château (gedeeltelijk)
- Berck
- Étaples
- Fruges (gedeeltelijk : 25/52)
- Lumbres (gedeeltelijk : 24/60)